# Rosmolen van de Kalkaertshoeve
De Rosmolen van de Kalkaertshoeve is een rosmolen die zich bevindt in de tot de West-Vlaamse gemeente Middelkerke behorende plaats Leffinge, gelegen aan Kalkaertweg 12.
Deze buitenrosmolen werd gebouwd in 1855 en fungeerde als korenmolen. Ook werd hij gebruikt voor het karnen.
Het is een achthoekig gebouwtje, vanouds bedekt met stro en vanaf 1976 gedekt met pannen. De koningsspil is nog aanwezig maar de staartbalk en het steenkoppel zijn verdwenen. Het gebouwtje wordt goed onderhouden en het maakt onderdeel uit van het in 2002 beschermde deel van het hoevecomplex. Het kleine standerdmolentje dat op het einde van de koningsspil werd geplaatst, is uiteraard niet origineel.
- Inventaris van het Bouwkundig Erfgoed (Vlaanderen): 54836